# Thomas Henderson (New Jersey)
Thomas Henderson (Freehold Township, 15 agosto 1743 – Freehold Township, 15 dicembre 1824) è stato un politico statunitense. Fu Rappresentante del New Jersey dal 1795 al 1797.
Nato nella provincia del New Jersey, Henderson frequentò le scuole pubbliche e si laureò al Princeton College nel 1761. Studiò medicina e praticò prima a Freneau e poi a Freehold, nel 1765. Durante la guerra d'indipendenza americana, entrò a far parte del Comitato di Sicurezza nel 1774 e divenne luogotenente nelle milizie del New Jersey nel 1775. Nel 1776, fu maggiore di brigata in vari battaglioni.
Fu eletto al Congresso continentale il 17 novembre 1779 come delegato, ma rinunciò alla carica il 25 dicembre dello stesso anno. Dal 1780 al 1784 fu membro dell'Assemblea generale del New Jersey mentre dal 1793 al 1794 fu membro del Consiglio Legislativo del New Jersey, di cui fu anche vicepresidente nonché governatore facente funzioni a causa dell'elezione a giudice della Corte Suprema americana di William Paterson. Henderson fu, inoltre, eletto al quarto Congresso americano col Partito Federalista nel 1795. Fu per molti anni giudice e fece parte della commissione che dovette stabilire il confine tra il New Jersey e la Pennsylvania.
Morì a Freehold, sua città natale, nel 1824 e seppellito all'Old Tennent Cemetery di Manalapan.